# Pionierpanzer 2 Dachs
Pionierpanzer 2 Dachs (z niem. „borsuk”) – niemiecki opancerzony wóz saperski powstały na podwoziu czołgu Leopard 1.

## Historia
W roku 1969 w Niemczech rozpoczęto pracę nad nowym wielozadaniowym, amfibijnym pojazdem saperskim. W wyniku prowadzonych prób i testów zdecydowano się na przebudowanie części posiadanych pojazdów Pionierpanzer 1 i Bergepanzer 2 na nowy wóz saperski oznaczony jako Pionierpanzer 2 „Dachs”.
W latach 80. XX wieku opracowano szczegóły nowej konstrukcji, a pierwszy seryjny pojazd Pionierpanzer 2 „Dachs” przekazano Bundeswehrze 13 kwietnia 1989 roku.
Powstał także pojazd oznaczony jako Pionierpanzer 2 A1 „Dachs”, od swojego pierwowzoru różni się zastosowaniem urządzenia radiowego typu SEM.

## Konstrukcja
Głównym zadaniem wozu saperskiego Pionierpanzer 2 „Dachs” jest przygotowanie przepraw wodnych (czyli obrabianie brzegów i dna) oraz tworzenie i usuwanie przeszkód drogowych. Ponadto pojazd zdolny jest do wykonywania okopów, załadunku materiałów na samochody ciężarowe, ewakuacji uszkodzonych lub uwięzionych pojazdów, pracy w charakterze dźwigu oraz podstawowych prac naprawczych.
Pionierpanzer 2 „Dachs” w porównaniu do Pionierpanzer 1 poddano modernizacjom, m.in.:
- zamiast dźwigu zastosowano koparkę z łyżką o pojemności 1,1 m³
- do teleskopowego ramienia koparki przymocowano hak do podnoszenia ładunków (maksymalna masa do 7,8 t)
- zastosowano system zdalnego sterowania co pozwala na prowadzenie prac w całkowitym zanurzeniu
- zamocowano dodatkowe peryskopy
- zmodernizowano filtr ABC
- zdemontowano karabin maszynowy umieszczony z przodu.

## Użytkownicy
- Niemcy[1]
- Kanada: zamówiono 9 pojazdów. Wprowadzono je do służby w Canadian Army pod oznaczeniem CEV „Badger”[1]